# Mauricio Aspe
Édgar Mauricio Aspe López, bardziej znany jako Mauricio Aspe (ur. 25 lipca 1973 w mieście Meksyk) – meksykański aktor telewizyjny.

## Wybrana filmografia
- 1995-1996: Maria z przedmieścia jako Aldo Armenteros
- 2000-2001: Mała księżniczka jako Saturno
- 2000-2001: Tajemnice pocałunku jako Anselmo
- 2004: Grzesznica jako Rafael Almazán
- 2008: Rywalka od serca jako Lic. Arturo Sabogal Huerta
- 2008-2009: Nie igraj z aniołem jako Raúl Soto
- 2010-2011: Entre el amor y el deseo jako Marcio Garcia

## Nagrody i nominacje
| Rok  | Nagroda            | Kategoria                   | Telenowela           | Rezultat  |
| ---- | ------------------ | --------------------------- | -------------------- | --------- |
| 2006 | Premios TVyNovelas | Najlepszy aktor młodzieżowy | La madrastra         | Wygrana   |
| 2007 | Premios TVyNovelas | Najlepszy antagonista       | Las dos caras de Ana | Nominacja |